# Suzanne Jovet-Ast
Suzanne Jovet-Ast, née le 8 février 1914 à Paris et décédée a Biarritz le 28 février 2006, est une botaniste française, spécialiste en bryologie, professeure au Muséum national d'histoire naturelle.

## Biographie
En 1934, Suzanne Ast obtient une licence ès sciences naturelles (avec les certificats de botanique, physiologie et géologie) à la Sorbonne. En 1939, elle épouse le botaniste Paul Jovet (1896-1991).
En 1942, elle est préparatrice au laboratoire d’écologie des cryptogames sous la direction de Pierre Allorge. Elle soutient en 1943 sa thèse de Doctorat intitulée Recherches sur les Annonacées d'Indochine : anatomie foliaire, répartition géographique .
En 1945 elle devient assistante de la chaire de Cryptogamie. La Société botanique de France lui attribue le prix de Coincy en 1948. En 1957, Suzanne Jovet-Ast est sous-directrice à la chaire de Cryptogamie où elle succède à Robert Lami. En 1975, elle prend la succession de Roger Heim à la tête du laboratoire de Cryptogamie, devenant alors la première (et longtemps la seule) femme professeure-administratrice du Muséum, poste qu'elle occupe jusqu'à sa retraite en 1982.

## Recherches
En 1938, elle rédige le chapitre sur les Annonacées pour la Flore générale de l'Indochine de François Gagnepain.
En bryologie, elle étudie les Hépatiques, en particulier celles des régions tropicales puis méditerranéennes. Dans les années 1960, Hélène Bischler et Suzanne Jovet-Ast étudient sur le terrain des hépatiques du bassin méditerranéen et des zones arides et semi-arides, qui donne lieu à de nombreuses publications et des applications en biochimie et pharmacie. Elle continue en retraite à travailler sur le genre Riccia (en).